# Scotinoecus fasciatus
Scotinoecus fasciatus is een spinnensoort uit de familie Hexathelidae. De soort komt voor in Chili en Argentinië.